# Victor Ambros
Victor Ambros (n. 1 decembrie 1953, Hanover⁠(d), New Hampshire, SUA) este un cercetător american, specialist în biologia dezvoltării, care a descoperit primul microARN cunoscut. Este profesor la Facultatea de Medicină a Universității din Massachusetts și laureat al Premiului Nobel pentru Fiziologie și Medicină din anul 2024, împreună cu Gary Ruvkun, „pentru descoperirea microARN și a rolului său în reglarea posttranscripțională a genelor”.